# Francesco et Vincenzo Di Domenico
Francesco Di Domenico et Vincenzo Di Domenico sont deux entrepreneurs italiens qui ont joué un rôle primordial dans l'histoire du cinéma colombien. Ils sont souvent désignés comme les frères Di Domenico.

## Activité cinématographique en Colombie
Au début des années 1900, l'essor économique de la Colombie favorisa le développement du cinéma, ce qui permit à beaucoup de films d'être importés et à plusieurs salles de cinéma d'être construites telles que l'Olympia de Bogotá inauguré le 8 décembre 1912. Les frères italiens Di Doménico s'installèrent à Bogota en 1909 avant de créer en 1913 la société industrielle cinématographique latino-américaine (espagnol : sociedad industrial cinematográfica latinoamericana ou SICLA), avec notamment l'aide de leurs beaux-frères Giuseppe et Erminio Di Ruggiero ainsi que leurs cousins Donato et Giovanni Di Doménico Mazzoli. Cette initiative fut considérée par Luis Alfredo Álvarez comme étant « la première tentative organisée d'un cinéma national. »
Les frères Di Domenico profitent de l'assassinat du général Rafael Uribe Uribe le 15 octobre 1914 pour sortir, un an plus tard, le documentaire El drama del 15 de octubre. Considéré comme le premier documentaire cinématographique réalisé en Colombie, le premier long métrage des frères Di Domenico fait scandale, l'apparition des meurtriers et la présentation du corps du défunt général dans le documentaire entraînant une indignation générale et une atteinte à la conception répandue de la pudeur. Le film, considéré comme un échec cinglant pour les deux frères, est finalement interdit par les différents conseils départementaux de censure,.